# Buồng tắm đứng

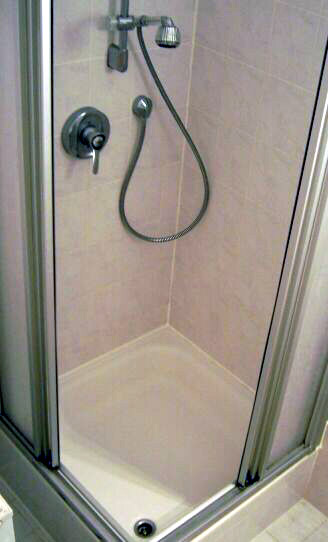
Một buồng tắm cá nhân, có cửa, theo tiêu chuẩn phổ thông tại Âu-Mỹ

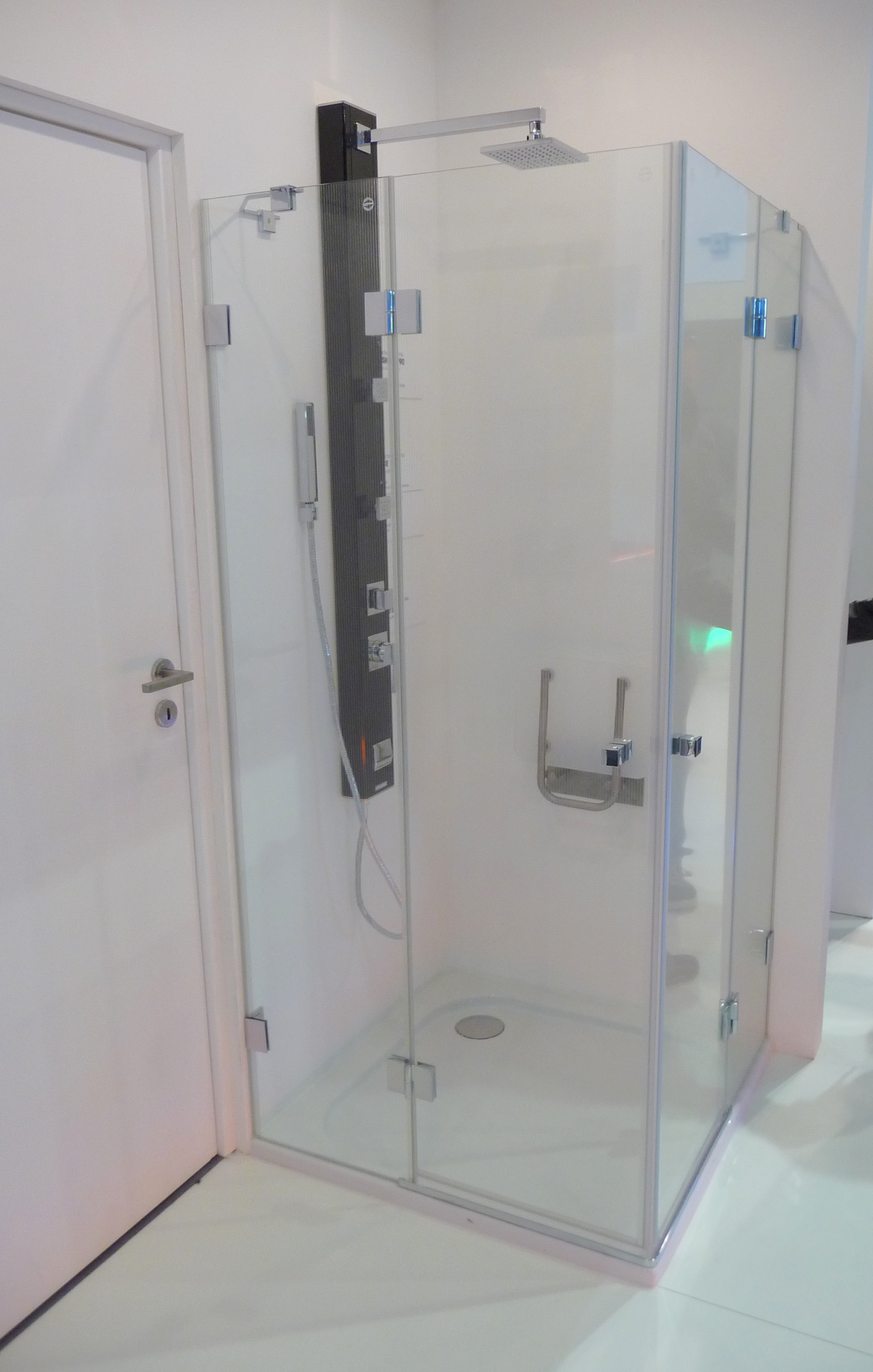
Một buồng tắm cá nhân, có kính

Buồng tắm đứng (còn được gọi là Phòng tắm đứng hay khay tắm đứng hay còn gọi là Cabin tắm) là một dụng cụ trong phòng tắm hiện đại ngày nay với cấu trúc một phòng tắm nhỏ độc lập dùng để tắm, thư giãn thường kết hợp với vòi hoa sen.

## Cấu tạo
Buồng tắm đứng có dạng hình khối chữ nhật đứng, một mặt là tường để thiết kế hệ thống dẫn nước, điện… các mặt còn lại là kính chịu lực được cố định bằng cáp hay đinh tán. Diện tích dành cho phòng tắm dạng này khá nhiều, đôi khi chỉ là một khoảng nhỏ tùy theo không gian. Buồng tắm đứng có cấu trúc giống như một buồng tắm khép kín trong đó có cánh cửa lùa có thể đóng mở để hạn chế nước hoặc xà bông tắm vương vãi.
Buồng tắm đứng thường được bắt vào góc tường có hình tam giác và tạo thành một không gian riêng. Trong buồng tắm đứng thường được gắn một vòi hoa sen để người tắm có thể tắm dưới vòi ngoài ra còn các vòi nước để lấy nước. Dưới chân khay tắm đứng là một chậu nước bao quanh theo kiểu khép kín để chứa nước.
Phía ngoài có thể dựng một mặt kính hoặc hai mặt kính làm lá chắn, mặt kia là tường được ốp đá hay xử lý bề mặt để chống thấm. Sau đó là một bộ vòi sen đơn giản hay phức tạp được lắp vào. Kính là chất liệu không thể thiếu cho phòng tắm đứng, thường là 5 li hay 7 li tùy thiết kế để đảm bảo độ an toàn.
Bên cạnh đó đá chẻ, gạch mosiac, đá hoa cương mặt lớn ở dưới chân buồng tắm đứng kết hợp thành một phòng tắm đứng sang trọng và hiện đại. Chất liệu của buồng tắm thường là titan, arcrylic… để đảm bảo độ cách nhiệt tốt.

## Sử dụng
Buồng tắm đứng ngày càng trở nên phổ biến trong gia đình thời nay. Trong xu hướng tiết kiệm diện tích sử dụng, nhất là với dạng nhà phố, nên khu vực nhà tắm thường được làm tối giản, gọn, nhưng đầy đủ chức năng sử dụng và tiện nghi. Vì thế, phòng tắm đứng với kính là một lựa chọn thích hợp.
Nhiều buồng tắm hiện đại, có kết hợp với bồn tắm.